# Сестринские хроматиды
Се́стринские хромати́ды — идентичные хроматиды, образовавшиеся в результате репликации хромосомы и соединенные в области центромеры. Они образуются в S-фазе интерфазы, когда происходит удвоение ДНК, и разделяются во время митоза и второго деления мейоза. В дальнейшем в каждую дочернюю клетку попадает по одной такой хроматиде из пары хроматид данной хромосомы, и каждая из них достраивает себе пару.
Имеются свидетельства, что у некоторых видов сестринские хроматиды служат матрицей для репарации ДНК. Сцепление сестринских хроматид необходимо для правильного распределения генетической информации между дочерними клетками и устранения повреждений хромосом. Нарушения этого процесса могут привести к анеуплоидии или раку, особенно когда повреждения ДНК не обнаруживаются в контрольных точках или неправильные митотические веретёна функционируют, будто нормальные.
Несестринскими хроматидами называются хроматиды, принадлежащие разным гомологичным хромосомам. 